# Sangalopsis microleuca
Sangalopsis microleuca är en fjärilsart som beskrevs av Paul Dognin 1910. Sangalopsis microleuca ingår i släktet Sangalopsis och familjen mätare. Inga underarter finns listade.